# Académie de Montpellier (éducation)
Pour les articles homonymes, voir Académie de Montpellier.
Pour la société savante, voir Académie des sciences et lettres de Montpellier.
L'académie de Montpellier est une circonscription éducative, gérée par un recteur. Elle regroupe l'ensemble des établissements scolaires du secteur Est de la région Occitanie (anciennement Languedoc-Roussillon), comprenant les départements de l'Aude (11), du Gard (30), de l'Hérault (34), de la Lozère (48) et des Pyrénées-Orientales (66).
L'académie de Montpellier fait partie de la zone C depuis la rentrée scolaire 2015-2016.

## Le bâtiment du rectorat à Montpellier

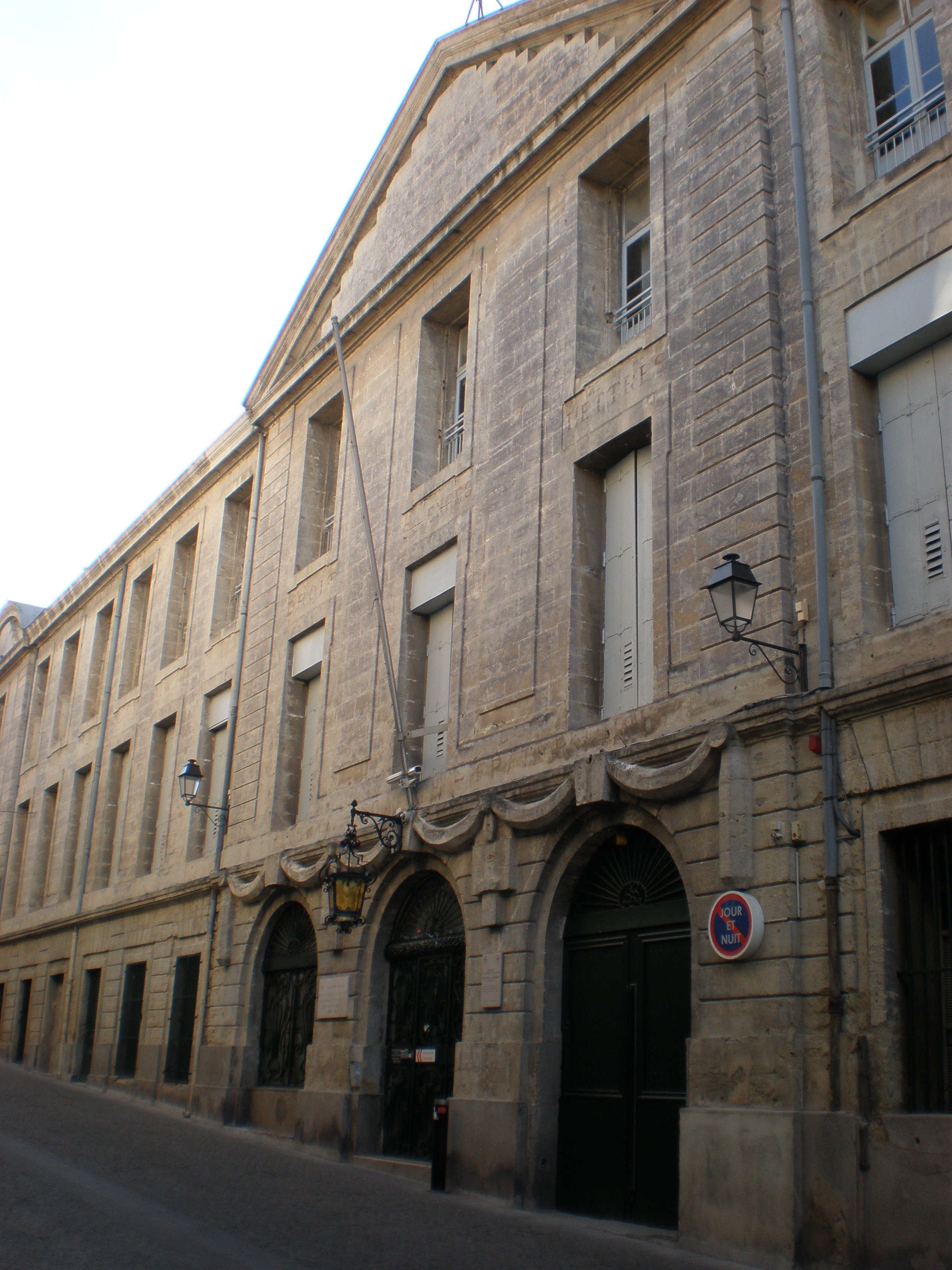
Rectorat de l'académie de Montpellier, rue de l'Université.

L'édifice actuel a été construit à partir de 1750 grâce à une donation de Charles Gabriel Leblanc. Jean-Antoine Giral donne le plan d'ensemble des bâtiments ordonnés autour de la première cour ; réalisation entre 1750 et 1805 ; le corps de bâtiment sur la rue a été l'objet de projets rivaux de Jean Antoine Giral et de Carcenac, architecte de Toulouse qui n'ont pas été réalisés : il sera construit finalement entre 1776 et 1805 par Viel qui reprend le projet de Carcenac en le simplifiant : remplacement de l'église par une simple chapelle. Agrandissement en 1833 et 1849 par les architectes des hospices Charles Abric puis E. Teste et Louis Corvetto qui construisent les bâtiments des deuxième et troisième cours ; en 1890, un nouvel hôpital est construit en dehors de la ville, les locaux sont cédés à l'Université.
Les Facultés de Droit, Sciences et Lettres y sont logés dans ce bâtiment jusqu'en 1939 pour les Lettres, jusqu'en 1956 pour le Droit et jusqu'en 1966 pour les Sciences. L'Université de Montpellier en fait son siège jusqu'en 1956. Par la suite, le bâtiment devient le siège du rectorat.

## Administration

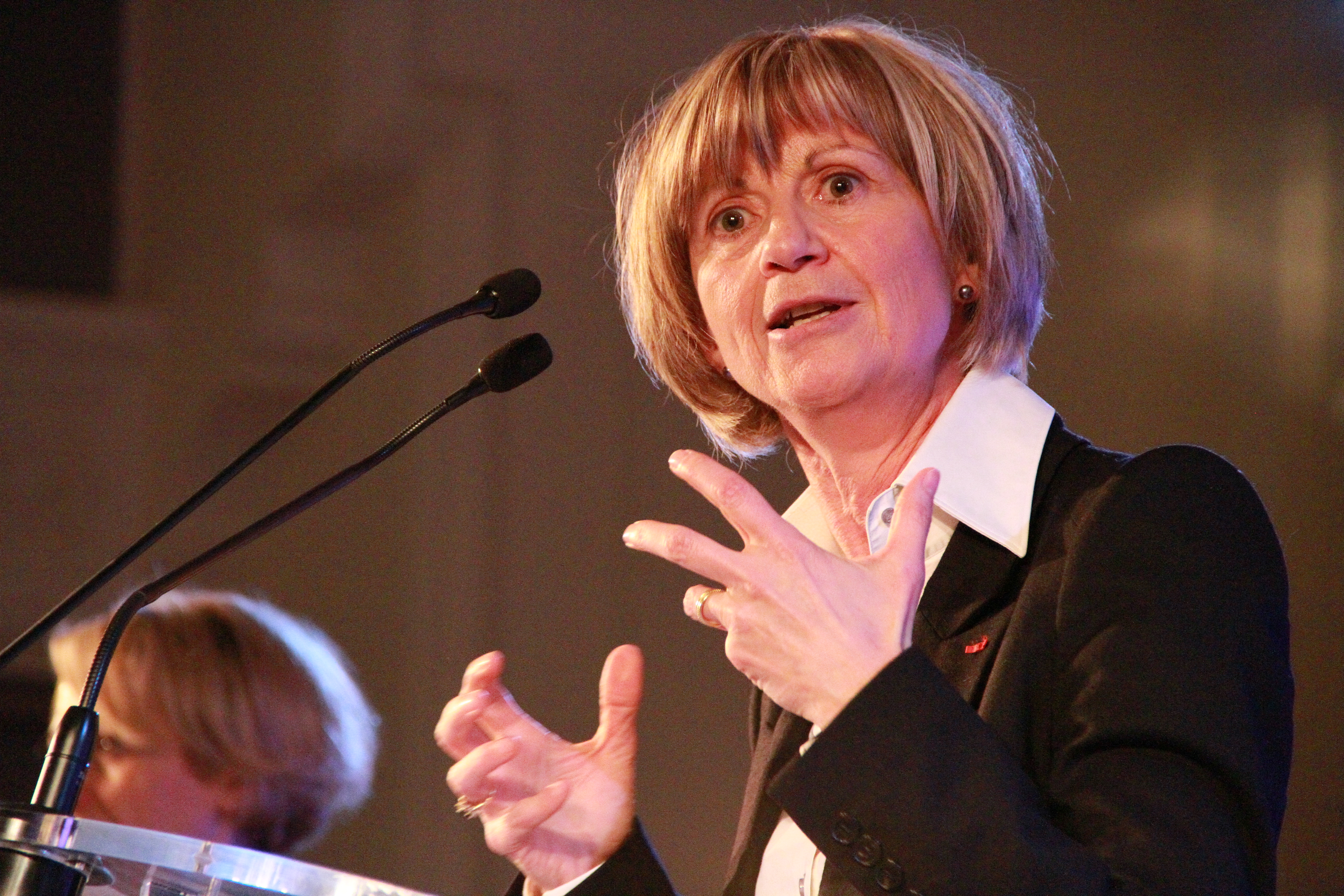
Armande Le Pellec-Muller à Strasbourg, en 2013.

### Recteurs
- 1809-1813 : Charles-Louis Dumas (1765-1813)[1] ;
- 1815[Note 1] : Victor de Bonald (en) (1780-1871)[2] ;
- 1815 : Augustin Pyrame de Candolle (1778-1841)[3] ;
- 1815-1822 : Charles Blanquet du Chayla (1773-1844)[4] ;
- 1822-1830 : Victor de Bonald (1780-1871) ;
- 1830-1844 : Joseph Diez Gergonne (1771-1859)[5] ;
- 1844-1848 : Augustin Théry (1796-1878)[6] ;
- 1848-1849 : Louis-Antoine Dufilhol (1791-1864)[7] ;
- 1849-1850 : Henri Braive (1798-1868)[8] ;
- 1850-1854 : fonction abolie (remplacée par les recteurs des académies départementales) ;
- 1854-1870 : Alfred Donné (1801-1878)[9] ;
- 1872-1873 : Alfred Donné (rétabli dans ses fonctions)
- 1876-1878 : Émile Charles (1825-1897)[10] ;
- 1878-1879 : Albert Dumont (1842-1884)[11] ;
- 1879-1890 : Gustave Chancel (1822-1890)[12] ;
- 1890-1898 : Jules Gérard (1837-1898)[13] ;
- 1898 : Gaston Bizos (1848-1904)[14] ;
- 1898-1919 : Antoine Benoist (1846-1922)[15] ;
- 1919-1932 : Jules Coulet (1870-1953)[16] ;
- 1932-1937 : Charles Tailliart (1869-1958)[17] ;
- 1937-1941 : Henri Pariselle (1885-1972)[18] ;
- 1941-1943 : Jean Sarrailh (1891-1964)[19] ;
- 1943-1944 : Gabriel Boussagol (1882-1970)[20] ;
- 1944-1946 : intérim de Paul Mathias (1894-1987) ;
- 1946-1947 : Jean Sarrailh (1891-1964) ;
- 1947-1954 : Pierre Guillon (d) (1907-1974) ;
- 1954-1956 : Roger Doucet (d) (1885-1956) ;
- 1956-1958 : Joseph-François Angelloz (1893-1978) ;
- 1958-1967 : Georges Richard (d) (1909-1993) ;
- 1967-1969 : Marius-François Guyard (d) (1921-2011) ;
- 1969-1979 : Georges Richard (d) (1909-1993) ;
- 1979-1984 : Jacques Farran (d) (1921-2005) ;
- 1984-1986 : Jacques Vaudiaux (d) (1934-2022) ;
- 1986-1988 : Jean-Louis Boursin (d) (1937-) ;
- 1988-1991 : Bernard Toulemonde (d) (1939-) ;
- 1991-1996 : René Blanchet (1941-) ;
- 1996-1997 : Pierre Ferrari (d) (1942-2003) ;
- 1997-1998 : Jérôme Chapuisat (d) (1943-) ;
- 1998-2000 : Daniel Bloch (1938-) ;
- 2000-2004 : William Marois (d) (1954-) ;
- 2004-2009 : Christian Nique (1948-) ;
- 2009-2013 : Christian Philip (1948-) ;
- 2013-2018 : Armande Le Pellec-Muller (d) (1953-) ;
- 2018-2020 : Béatrice Gille (d) (1955-) ;
- 2020-2025 : Sophie Béjean (1964-).

- depuis mars 2025 : Carole Drucker-Godard[21]

## Sources, notes et références
Source
- Jean-François Condette, Les recteurs d'académie en France de 1808 à 1940, t. II (Dictionnaire biographique), Lyon, Institut national de recherche pédagogique, 2006, 411 p., 24 cm (ISBN 2-7342-1046-0, OCLC 494690145, BNF 41478476, SUDOC 107952033, présentation en ligne). .

Notes
1. ↑  Par intérim, puis confirmé.

Références
1. ↑  « Dumas Charles Louis », t. II, no 135, p. 161 (lire en ligne).
2. ↑  « Bonald Victor Marie Étienne, vicomte de », t. II, no 46, p. 80-81 (lire en ligne).
3. ↑  « Candolle Augustin Pyramus de », t. II, no 66, p. 98-99 (lire en ligne).
4. ↑  « Blanquet-Duchayla Charles Dominique Marie », t. II, no 41, p. 75-76 (lire en ligne).
5. ↑  « Gergonne Joseph Diez », t. II, no 173, p. 195-197 (lire en ligne).
6. ↑  « Théry Augustin François », t. II, no 344, p. 353-354 (lire en ligne).
7. ↑  « Dufilhol Louis Antoine », t. II, no 133, p. 159-160 (lire en ligne).
8. ↑  Henri François Braive (1798-1868), normalien, professeur, inspecteur d'académie et enfin recteur, publié sur le site textes rares (consulté le 26 janvier 2019).
9. ↑  « Donné Alfred Marie François », t. II, no 124, p. 152-153 (lire en ligne).
10. ↑  « Charles Émile Auguste Edmond », t. II, no 79, p. 108-109 (lire en ligne).
11. ↑  « Dumont Charles Albert Eugène Auguste », t. II, no 137, p. 162-163 (lire en ligne).
12. ↑  « Chancel Gustave Charles Bonaventure », t. II, no 77, p. 107 (lire en ligne).
13. ↑  « Gérard Jules Francisque », t. II, no 171, p. 193 (lire en ligne).
14. ↑  « Bizos Gaston Denis Victor », t. II, p. 72-73 (lire en ligne).
15. ↑  « Benoist Antoine », t. II, no 31, p. 66-68 (lire en ligne).
16. ↑  « Coulet Jules Georges Camille », t. II, no 94, p. 123-124 (lire en ligne).
17. ↑  « Tailliart Charles », t. II, no 338, p. 347-348 (lire en ligne).
18. ↑  « Pariselle Henry Jean Joseph », t. II, no 294, p. 307-309 (lire en ligne).
19. ↑  « Sarrailh Jean », t. II, no 327, p. 337-338 (lire en ligne).
20. ↑  « Boussagnol Gabriel Gaston », t. II, no 57, p. 90-91 (lire en ligne).
21. ↑  Décret du 12 mars 2025 portant nomination de la rectrice de l'Académie de Montpellier